# 维约穆兰 (孚日省)
维约穆兰（法語：Vieux-Moulin，法語發音：[vjø mulɛ̃] ⓘ）是法国大东部大区孚日省的一个市镇，属于孚日圣迪耶区。

## 地理
维约穆兰（48°23'43"N, 6°59'57"E）面积3.89 平方千米，位于法国大東部大區孚日省，该省份为法国东北部内陆省份，北起默兹省和默尔特-摩泽尔省，西接上马恩省，南至上索恩省和贝尔福地区省，东临上莱茵省和下莱茵省。
与维约穆兰接壤的市镇（或旧市镇、城区）包括：梅尼勒德瑟诺讷、勒蒙、小拉翁、勒皮、瑟诺讷。
维约穆兰的时区为UTC+01:00、UTC+02:00（夏令时）。

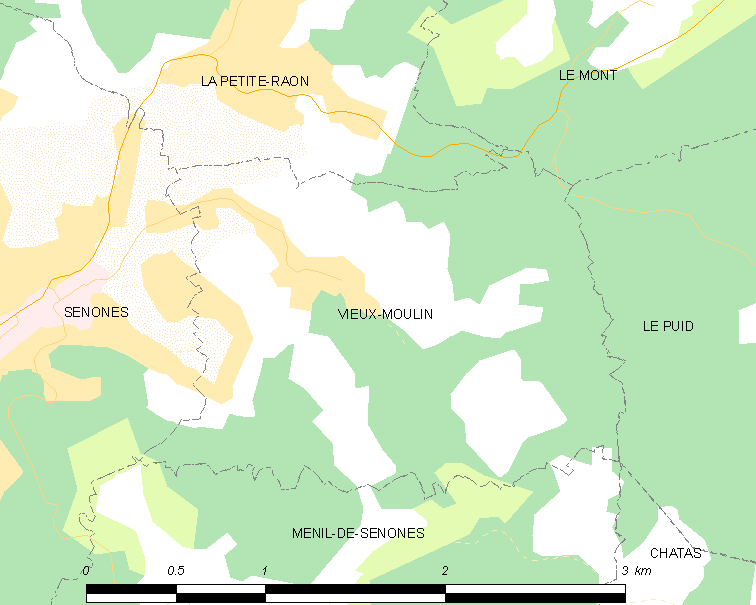
维约穆兰的OSM定位图

## 行政
维约穆兰的邮政编码为88210，INSEE市镇编码为88506。

## 政治
维约穆兰所属的省级选区为拉翁莱塔普县。

## 人口

1962-2008年间维约穆兰人口变化图示

维约穆兰于2022年1月1日时的人口数量为321人。